# گرونووو (شهرستان برانگوو)
گرونووو (به لهستانی:  Gronowo) یک روستا در لهستان است که در گمینا برانگوو واقع شده‌است. گرونووو  ۱۱۹ نفر جمعیت دارد.